# Стімбоут-Спрінгс (Колорадо)
Стімбоут-Спрінгс (англ. Steamboat Springs) — місто (англ. city) в США, в окрузі Роутт штату Колорадо. Населення — 13 224 особи (2020).

## Географія
Стімбоут-Спрінгс розташований за координатами 40°28′33″ пн. ш. 106°49′24″ зх. д. / 40.47583° пн. ш. 106.82333° зх. д. (40.475751, -106.823318).  За даними Бюро перепису населення США в 2010 році місто мало площу 26,30 км², з яких 26,27 км² — суходіл та 0,03 км² — водойми.

### Клімат
| Клімат : Стімбоут-Спрінгс | Клімат : Стімбоут-Спрінгс | Клімат : Стімбоут-Спрінгс | Клімат : Стімбоут-Спрінгс | Клімат : Стімбоут-Спрінгс | Клімат : Стімбоут-Спрінгс | Клімат : Стімбоут-Спрінгс | Клімат : Стімбоут-Спрінгс | Клімат : Стімбоут-Спрінгс | Клімат : Стімбоут-Спрінгс | Клімат : Стімбоут-Спрінгс | Клімат : Стімбоут-Спрінгс | Клімат : Стімбоут-Спрінгс | Клімат : Стімбоут-Спрінгс |
| Показник                  | Січ.                      | Лют.                      | Бер.                      | Квіт.                     | Трав.                     | Черв.                     | Лип.                      | Серп.                     | Вер.                      | Жовт.                     | Лист.                     | Груд.                     | Рік                       |
| Середній максимум, °C     | −1,8                      | 0,7                       | 6,5                       | 12,4                      | 18,4                      | 24,2                      | 28,2                      | 27,3                      | 22,6                      | 15,2                      | 5,6                       | −1,7                      | 13,1                      |
| Середній мінімум, °C      | −16,3                     | −14,5                     | −8,4                      | −4,3                      | 0,3                       | 3,2                       | 6,6                       | 5,9                       | 1,4                       | −3,7                      | −8,9                      | −15,3                     | −4,5                      |
| Норма опадів, мм          | 58                        | 51                        | 45                        | 59                        | 58                        | 43                        | 41                        | 43                        | 55                        | 56                        | 59                        | 61                        | 630                       |
| ------------------------- | ------------------------- | ------------------------- | ------------------------- | ------------------------- | ------------------------- | ------------------------- | ------------------------- | ------------------------- | ------------------------- | ------------------------- | ------------------------- | ------------------------- | ------------------------- |
| Джерело: NOAA             |                           |                           |                           |                           |                           |                           |                           |                           |                           |                           |                           |                           |                           |

## Демографія
Згідно з переписом 2010 року, у місті мешкало 12 088 осіб у 5201 домогосподарстві у складі 2775 родин. Густота населення становила 460 осіб/км².  Було 9966 помешкань (379/км²).
Расовий склад населення:
| - 94,0 % — білих - 0,8 % — азіатів - 0,6 % — чорних або афроамериканців - 0,4 % — корінних американців - 2,5 % — осіб інших рас |

До двох чи більше рас належало 1,5 %. Частка іспаномовних становила 8,5 % від усіх жителів.
За віковим діапазоном населення розподілялося таким чином: 18,5 % — особи молодші 18 років, 74,3 % — особи у віці 18—64 років, 7,2 % — особи у віці 65 років та старші. Медіана віку мешканця становила 36,5 року. На 100 осіб жіночої статі у місті припадало 118,2 чоловіків;  на 100 жінок у віці від 18 років та старших — 120,2 чоловіків також старших 18 років.
Середній дохід на одне домашнє господарство  становив 83 524 долари США (медіана — 56 125), а середній дохід на одну сім'ю — 114 630 доларів (медіана — 77 442). Медіана доходів становила 41 422 долари для чоловіків та 35 580 доларів для жінок. За межею бідності перебувало 10,9 % осіб, у тому числі 7,4 % дітей у віці до 18 років та 15,8 % осіб у віці 65 років та старших.
Цивільне працевлаштоване населення становило 7636 осіб. Основні галузі зайнятості: мистецтво, розваги та відпочинок — 25,0 %, освіта, охорона здоров'я та соціальна допомога — 14,5 %, фінанси, страхування та нерухомість — 10,7 %, роздрібна торгівля — 10,5 %.